# NGC 1136
NGC 1136 è una galassia a spirale barrata situata nella costellazione dell'Orologio, a una distanza di circa 265 milioni di anni luce dalla nostra Via Lattea.

## Scoperta
La galassia è stata scoperta il 5 ottobre 1834 dall'astronomo britannico John Herschel.

## Descrizione
NGC 1136 ha una classe di luminosità I.
NGC 1136 e NGC 1135 formano una coppia di galassie.
La maggior parte dei siti astronomici identifica NGC 1135 con PGC 10800 e NGC 1136 con PGC 10807. Tuttavia Seligman ritiene che la descrizione dei due oggetti fatta da John Herschel si riferisca in realtà alla stessa galassia e che questa sia da identificare con  PGC 10807.

## Gruppo di ESO 154-10
NGC 1136 fa parte di un terzetto di galassie, il Gruppo di ESO 154-10. La terza galassia del terzetto è NGC 1031.